# Geochronologie

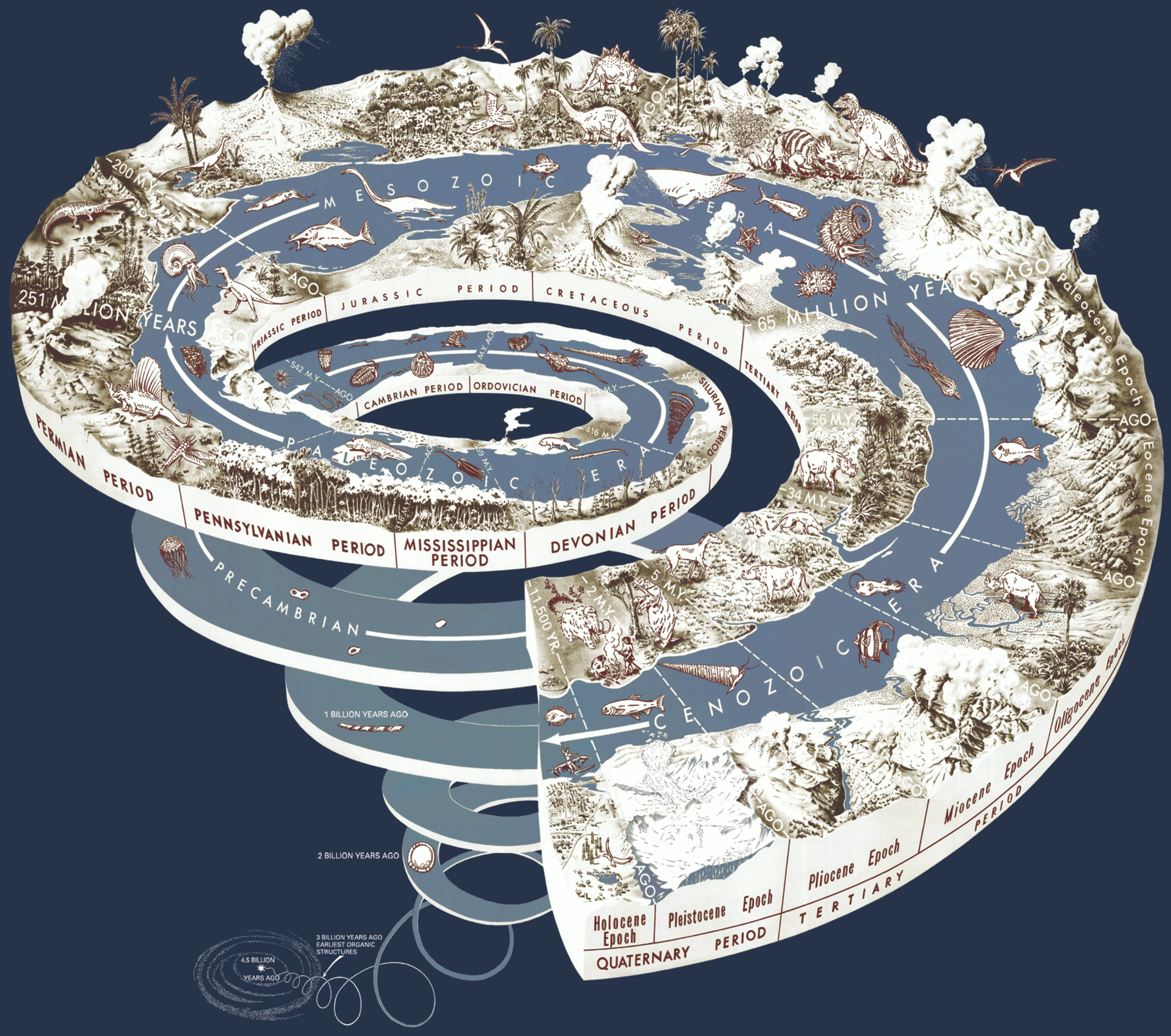
Een voorstelling van de geologische tijdschaal

Geochronologie is het dateren van gesteenten, fossielen en sedimenten, waarbij een ouderdom binnen een bepaalde foutenmarge wordt bepaald. Doel is onder andere het opstellen van de geologische tijdschaal. Om dit te bereiken worden een aantal verschillende methoden gebruikt.
Geochronologie verschilt van stratigrafie, waarbij gesteentelagen aan een bepaald tijdvak worden toegekend door het beschrijven en vergelijken van fossielen (biostratigrafie), het beschrijven van gesteentelagen (lithostratigrafie) of het meten van de paleomagnetische richting in gesteenten (magnetostratigrafie). Al deze vormen van stratigrafie geven niet direct een absolute ouderdom aan gesteenten, maar plaatsen het slechts in een bepaald interval op een stratigrafische colom.
Geochronologie is de een belangrijk onderdeel van chronostratigrafie, waarbij gesteentelagen op volgorde van (liefst absolute) ouderdom worden gerangschikt. Uiteindelijk doel hiervan is de geschiedenis van de Aarde te ontrafelen.

## Dateringsmethoden
Drie soorten absolute datering kunnen worden onderscheiden:
- radiometrische datering, waarbij het verval van radio-isotopen gemeten wordt;
- incrementele methoden, waarbij een bekende absolute snelheid van het sedimenteren van materiaal in sediment of in organismen wordt gebruikt om de absolute ouderdom te bepalen;
- correlatie van zogenaamde markerhorizonten, waardoor een bekende ouderdom lateraal ook aan ander materiaal kan worden toegekend.

### Radiometrische datering
Door bij een kernreactie met een bekende halveringstijd de concentraties van moeder- en dochterelement te meten kan de ouderdom van een materiaal berekend worden. Er wordt hierbij gebruikgemaakt van een aantal radioactieve systemen. Het hangt van de halveringstijd van het systeem af voor welk geologisch tijdvak de methode het meest geschikt is.
- Koolstofdatering is geschikt voor organisch materiaal jonger dan 50.000 jaar.
- Uranium-looddatering gebruikt een dubbel vervalsysteem, waardoor de nauwkeurigheid van metingen toeneemt. De methode is geschikt voor ouderdommen van 1 miljoen tot vele miljarden jaren.
- Uranium-thoriumdatering wordt toegepast bij speleothems, koraal, kalk en fossiele beenderen van een paar tot 700.000 jaar oud.
- Kalium-argondatering en argon-argondatering worden toegepast op metamorf gesteente en stollingsgesteente (vaak aslagen) met ouderdommen groter dan 100.000 jaar.

### Incrementele datering
Incrementele datering gaat uit van een vastgestelde hoeveelheid tijd die nodig is om cyclische afzettingen of organische structuren te vormen. Het gaat dan om perioden van een dag, een maand, een jaar of grotere hoeveelheden tijd die te maken hebben met de Milanković-cycli (cyclische variaties in de stand van de aardas of aardbaan).
Voorbeelden van incrementele datering zijn:
- dendrochronologie
- ijskernen
- lichenometrie
- warvetellingen

## Geochronologische eenheden
Geochronologische eenheden (oftewel geologische tijdperken) zijn tijdsintervallen die corresponderen met chronostratigrafische eenheden in gesteenteopeenvolgingen.
Op volgorde van grootte zijn de gebruikte eenheden: eon, era, periode, epoch en tijd. Deze eenheden hebben vaak dezelfde naam als de corresponderende chronostratigrafische eenheid, dit hoeft echter niet altijd het geval te zijn. Soms leidt dit tot verwarring, zo kan met "het Devoon" zowel het tijdperk (een periode uit de geochronologie) als het gesteentepakket dat in dat tijdperk is afgezet (een systeem uit de chronostratigrafie) worden bedoeld.

## Geschiedenis
Stratigrafische bestudering van gesteenten werd mogelijk dankzij de stratigrafische wetten van Nicolaus Steno (1638 – 1686). Deze houden in dat jonge gesteentelagen bovenop oudere afgezet worden, lagen horizontaal vervolgbaar zijn en alle lagen oorspronkelijk horizontaal lagen; ze maakten het vaststellen van gesteenteopeenvolgingen mogelijk.
Tot het begin van de 20e eeuw werden schattingen op snelheden van erosie in gebergten, lavaafzetting bij vulkanen of sedimentatie in oceanen gebaseerd. Absolute dateringsmethoden kwamen pas op met de ontwikkeling van varventellingen (tellingen van dunne sedimentaire laagjes) door Gerard de Geer (1858 – 1943) rond 1890 en de ontwikkeling van radiometrische datering door met name Arthur Holmes (1890 – 1965). In 1953 bepaalde Fritz Houtermans (1903 – 1966) op basis van door Clair Patterson (1922 – 1995) vastgestelde ouderdommen van meteorieten een ouderdom van de Aarde van 4,5 miljard jaar, die tegenwoordig nog steeds aangehouden wordt.